# Grote Marktstraat

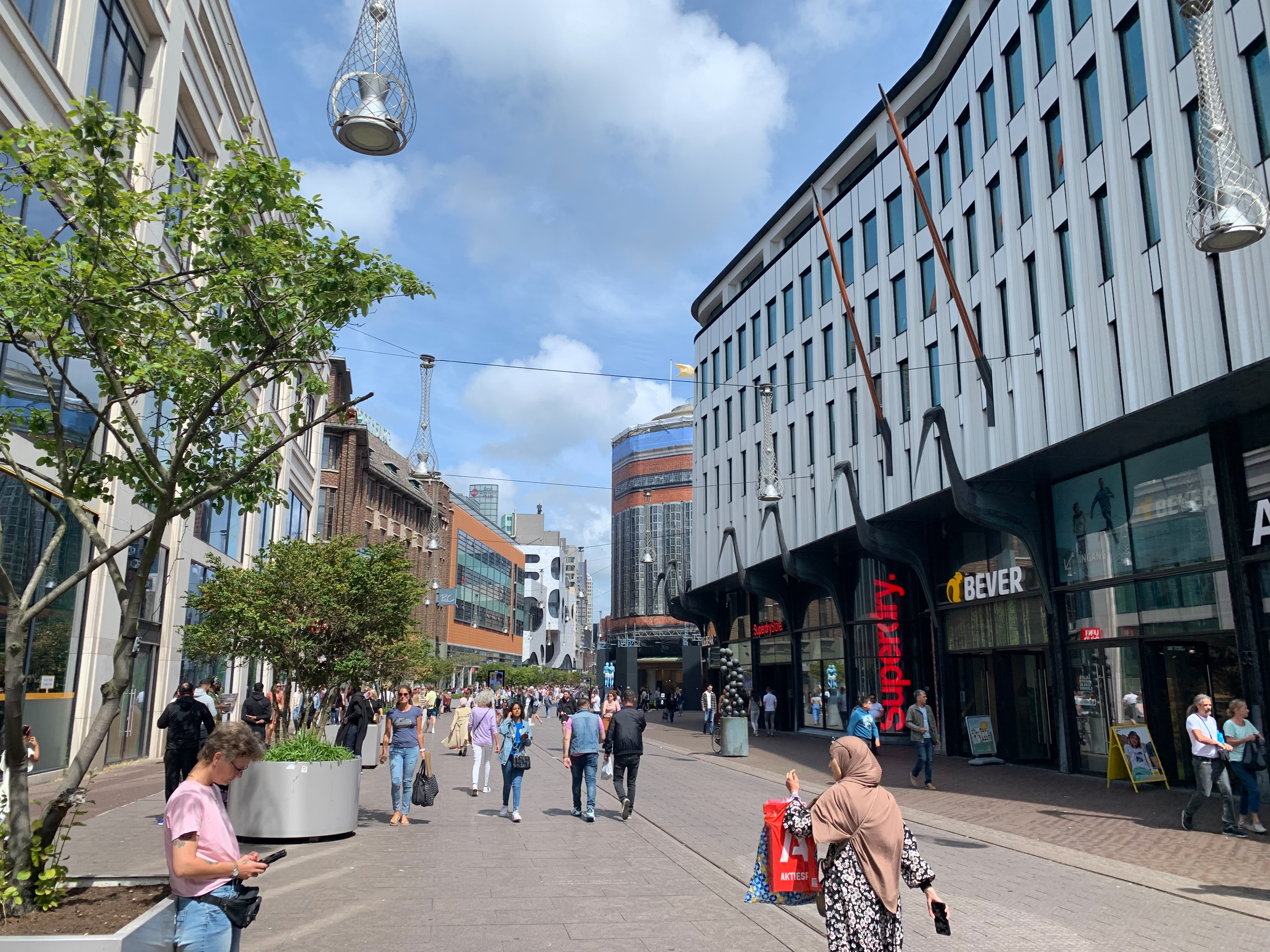
Grote Markstraat gezien richting Spui.

De Grote Marktstraat is een van de belangrijkste Haagse winkelstraten en telt relatief weinig kantoren, woningen en horeca-gelegenheden. De straat is tussen 1922 en 1925 aangelegd en in 1925 geopend om een verkeersverbinding te maken tussen onder meer het Bezuidenhout plus Station Staatsspoor en de Prinsegracht plus het zuiddoostelijke deel van de stad. Sinds begin 21e eeuw is het een straat waar gemotoriseerd verkeer geen toegang heeft.

## Ontstaan
Deze wegverbinding ontstond door de sloop van vele straatjes, panden en sloppen tussen de Grote Markt en het Spui. De enige bebouwing die nog herinnert aan de periode van voor de aanleg van de Grote Marktstraat is gesitueerd tussen de Grote Markt en de Raamstraat; deze gevelrij maakte destijds deel uit van het voormalige Gerbrandstraatje. Haar naamgeving is ontleend aan de Grote Markt die toen het einde van de Prinsegracht en het begin van de Haagse binnenstad was.
In het totaalplan van de aanleg ontstonden als verkeersdoorbraak ook de huidige Kalvermarkt en de verbetering van de Fluwelen Burgwal. Zo kon er een rechtstreekse verbinding ontstaan tussen de Prinsegracht, toevoer van het verkeer uit westelijke richting, en de Bezuidenhoutseweg, het Station Staatsspoor en de toen belangrijke verbinding met Wassenaar. Op die manier bereikte men ook de Rijksweg naar Amsterdam, de huidige N44 en A44.
De aanleg van de Grote Marktstraat maakte het de HTM mogelijk haar tramlijnen sterk verbeterde routes te geven. Zo kroop de toenmalige tramlijn 6 op haar route tussen de Hobbemastraat/Om en Bij en het Station Staatspoor grotendeels op enkelspoor over het smalle Hoge Zand, de smalle Herderinnestraat, de krappe Herderstraat, de smalle Gedempte Burgwal en Gedempte Gracht, Spui, Lange Poten, Plein en Korte Poten naar het oosten. De nieuwe straat maakte het mogelijk de route recht te trekken en een behoorlijke tijdwinst te boeken. Het particuliere verkeer profiteerde ook van de vernieuwde route. Dit verkeer maakte ook gebruik van de krappe straten die de trams gebruikten en nam toen sterk in intensiteit toe.

## Bloeiperiode

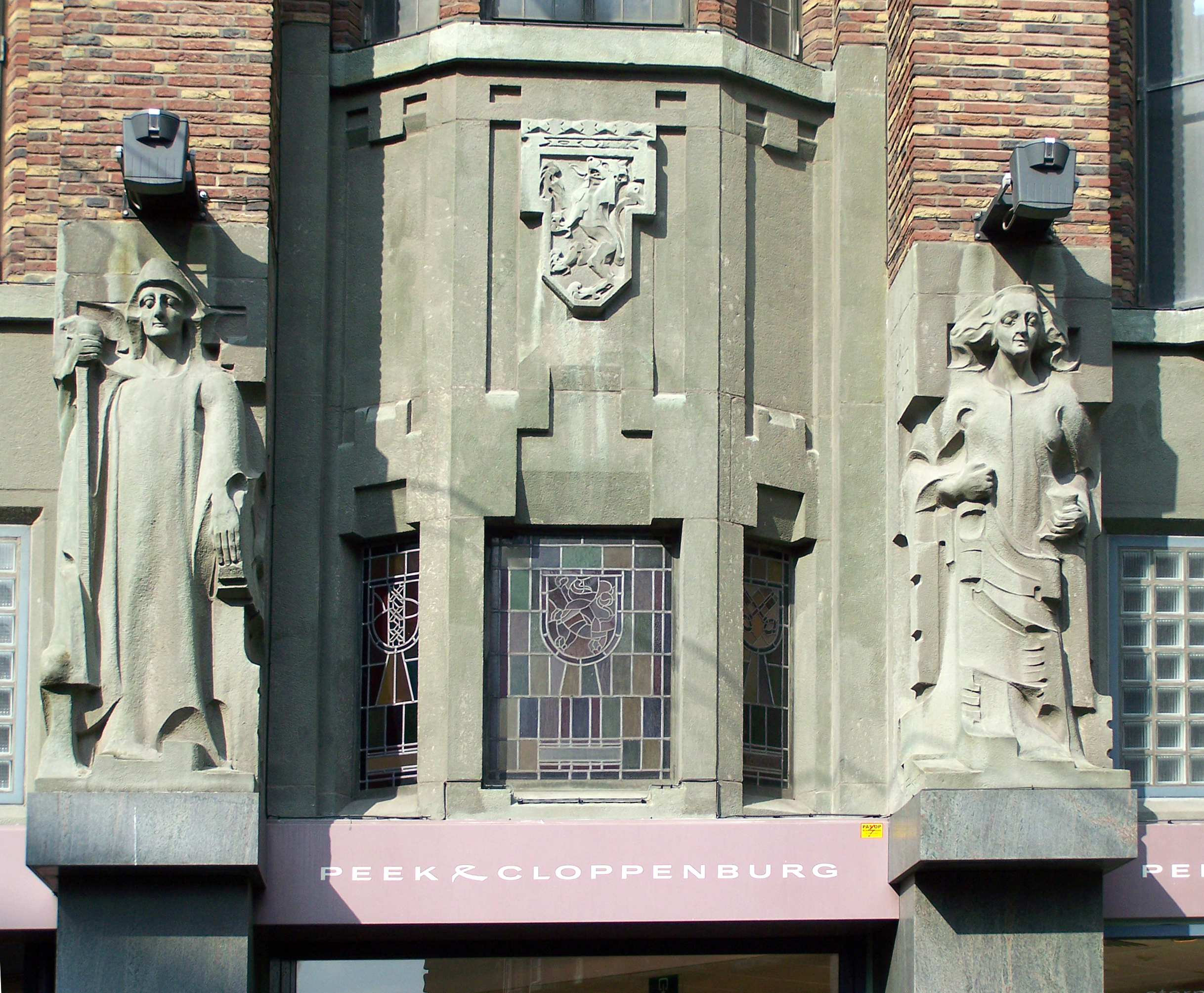
Peek & Cloppenburg met beeldhouwwerk van Pieter Biesiot

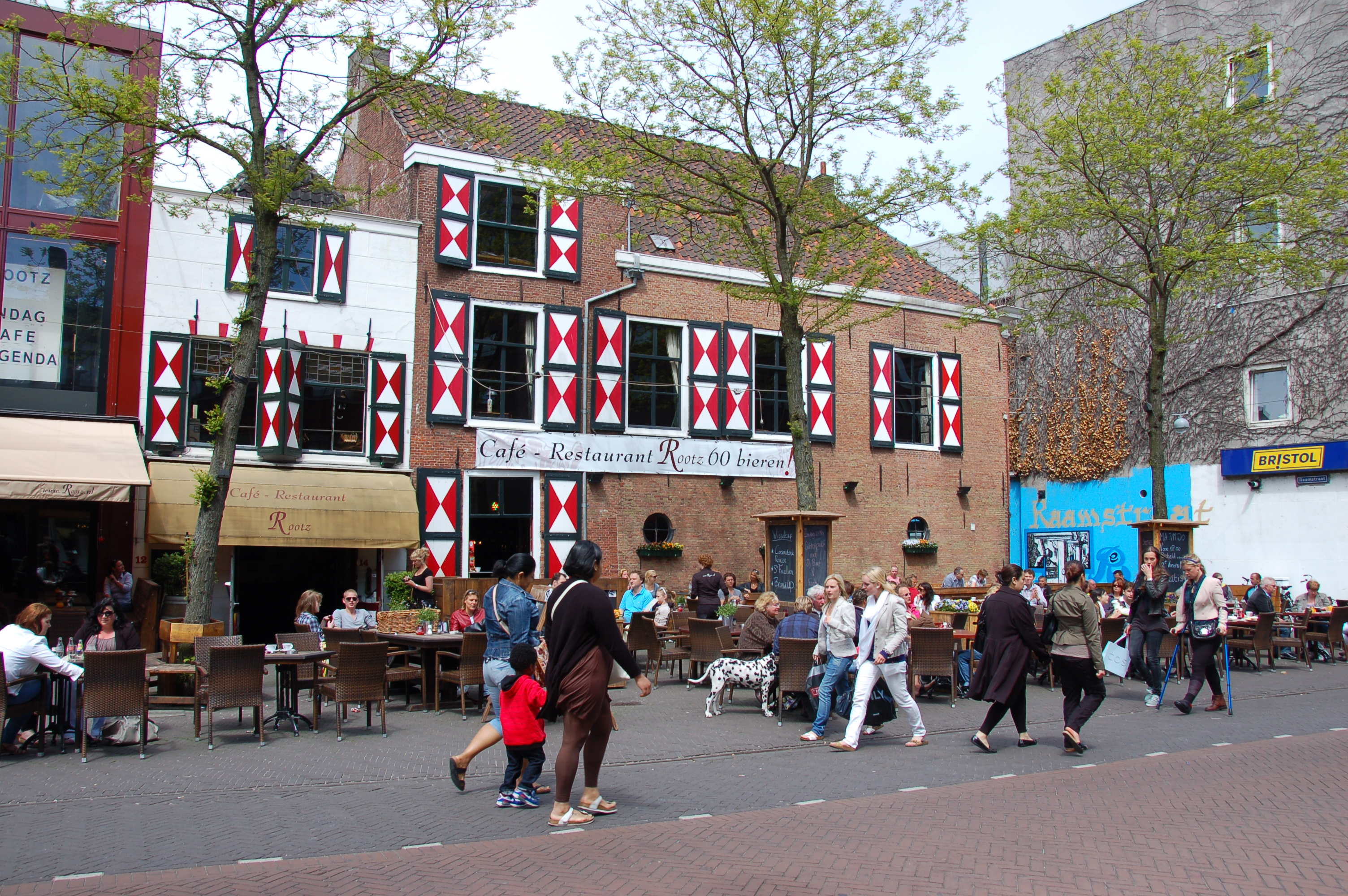
De enige bebouwing van voor 1925.

De aanleg van de straat ging gepaard met de bouw van enkele warenhuizen. Voorbeelden hiervan zijn het gebouw van De Bijenkorf uit 1926, in de stijl van de Amsterdamse School en het kledingwarenhuis Peek & Cloppenburg (P&C). Hiermee was het in Den Haag mogelijk om chic te winkelen. Het gebouw (kantoor en drukkerij) van de Haagsche Courant, op de hoek van de Wagenstraat, spiegelde met haar ronde vorm de architectuur van de Bijenkorf en had een lichtkrant en een planetarium. Tot ver in de jaren 1960 werden hier onder meer de kranten van de Haagsche Courant en het katholieke dagblad Het Binnenhof gedrukt. Op de hoek van de Grote Markt kwam het gebouw van de Coöperatie De Volharding, toen een ziekenfonds, ontworpen door de architecten Jan Buijs en Joan B. Lürsen en voltooid in 1928. Het is een kubistisch gebouw, verwant aan de stijl van het Constructivisme dat bijna geheel uit glas bestaat. Achter de glazen geveldelen brandden felle lampen zodat met letters teksten op de gevel konden worden getoond. Vooral ’s avonds was dit een fraai gezicht. Het is in 1983 gerenoveerd en staat op de gemeentelijke monumentenlijst.
Ondanks deze nieuwbouw bleef de rest van de straat rommelig en onderbrak de Tweede Wereldoorlog verdere ontwikkeling.
Rond de jaren 1950 voltooide men in de Grote Marktstraat enkele grote gebouwen zoals het Haags Modehuis op de hoek van het Spui (inmiddels gesloopt) en de panden van Levi Lassen en C&A (inmiddels gesloopt). Ook het warenhuisconcern Vroom & Dreesmann betrok rond die tijd een nieuw gebouw. De architectuur was echter niet op elkaar afgestemd. In de jaren na 1960 werd het verkeer almaar drukker en werd de straat geasfalteerd. Trams, bussen, fietsers en voetgangers streden om een plaatsje. Het intensieve verkeer maakte het winkelen minder prettig en in de jaren 1970 werd de eerste verwaarlozing zichtbaar.

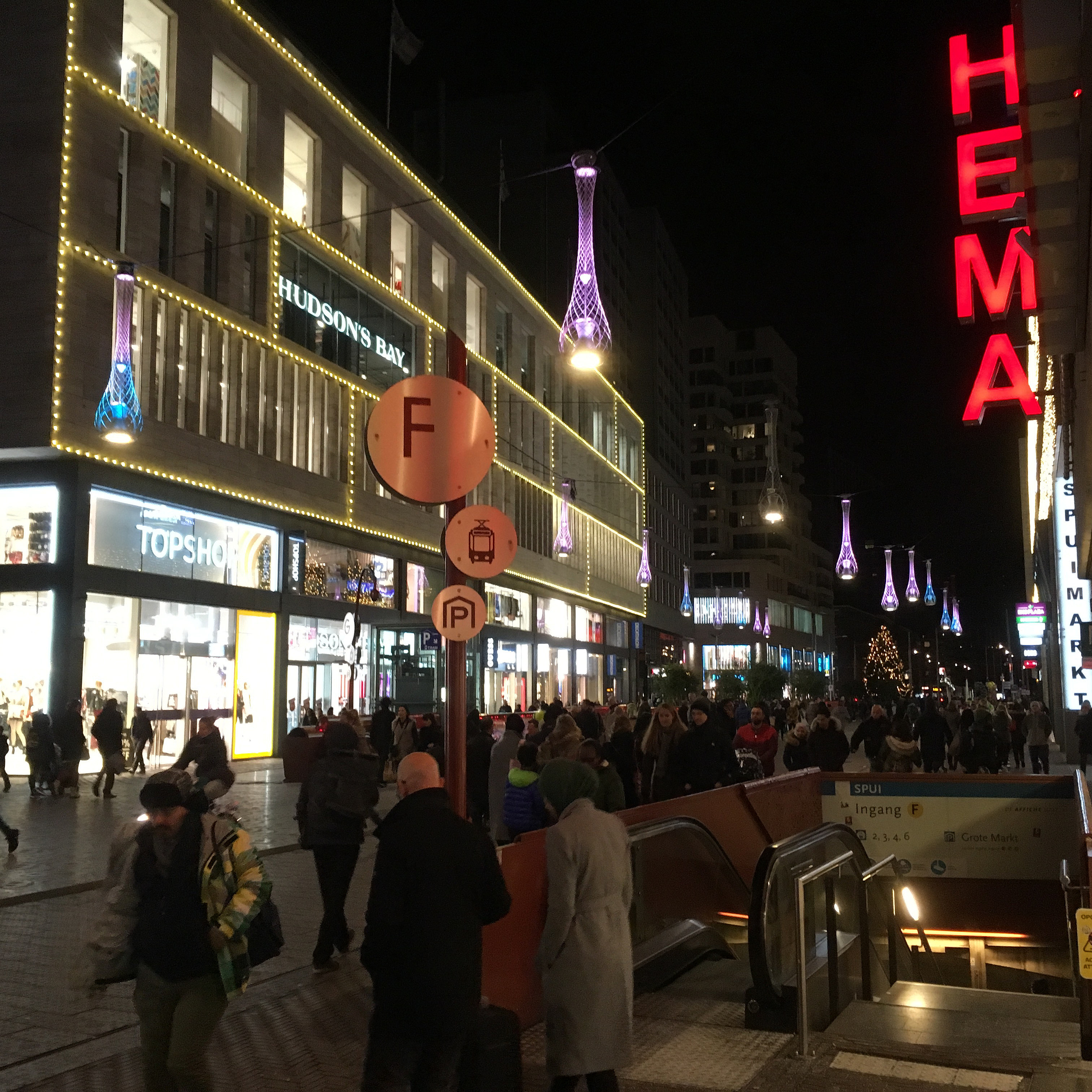
Avonddrukte in de Grote Marktstraat (december 2017)

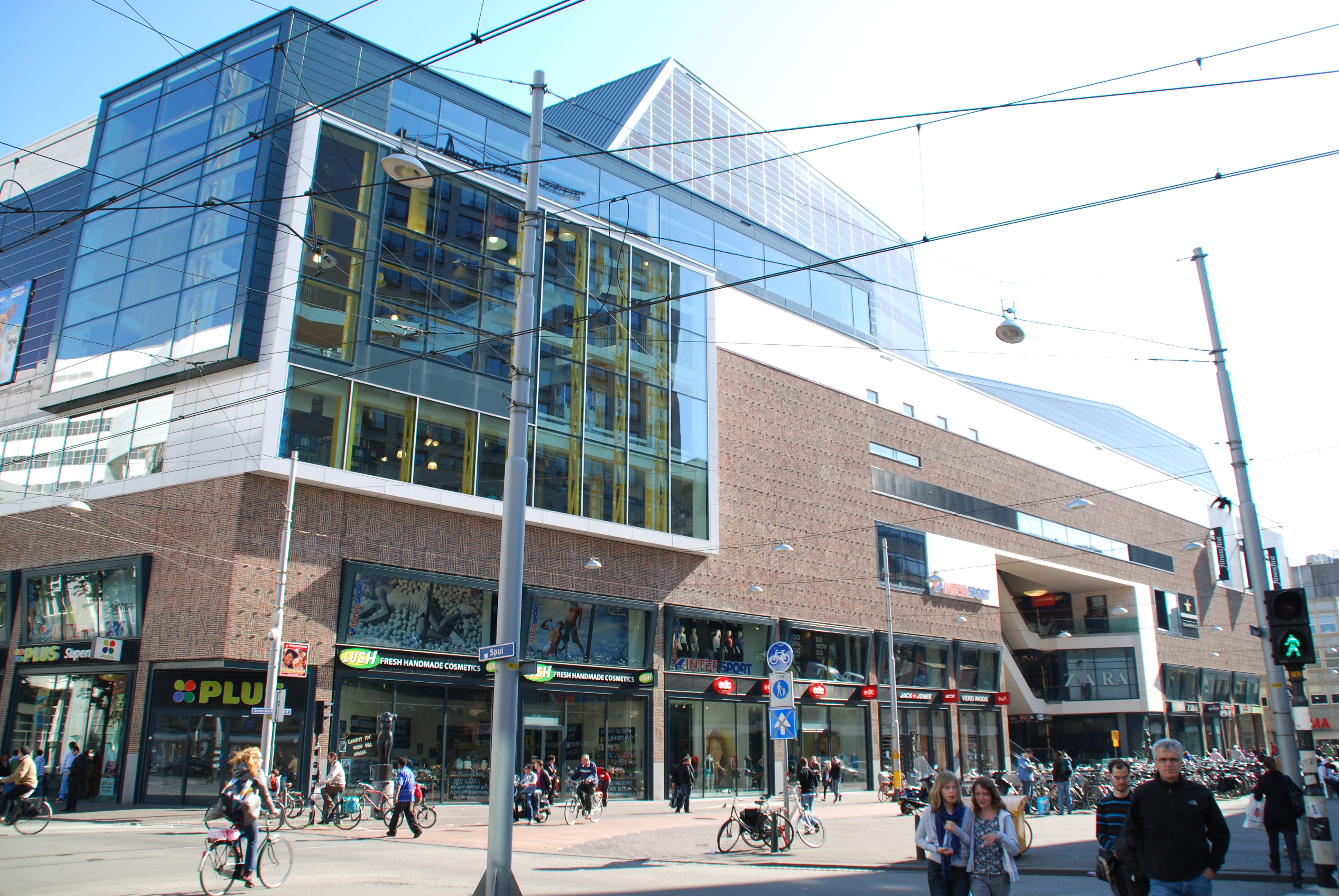
Spuimarkt markeert het begin van de straat gezien vanuit de richting van CS.

## Komst van het Souterrain
Binnen de gemeente Den Haag werd de noodzaak gevoeld tot een verbetering van de binnenstad als recreatie- en werkomgeving. Cijfers toonden aan dat de binnenstad concurrentiekracht en onderscheidingsvermogen tekortkwam ten opzichte van winkelcentra Leidsenhage in Leidschendam en In de Bogaard in Rijswijk. Ook de matige bereikbaarheid met de auto en het trager wordende openbaar vervoer verslechterde de situatie. Door de drukte van het doorgaand verkeer werd de toenmalige doorbraak een ‘verkeersriool’. De kruising Spui/Grote Marktstraat wikkelde halverwege de jaren 1990 het verkeer van 9 tramlijnen (1, 2, 3, 6, 7, 8, 9, 10 en 12), 4 stadsbuslijnen (4, 5, 22 en 25) en vele regionale buslijnen af. Plannen voor en de realisatie van het nieuwe stadhuis/bibliotheek op die hoek (architect Richard Meier) maakten alles complexer.
De gemeente werkte aan verschillende plannen om de verblijfskwaliteit en de leefbaarheid van het centrum, en dus ook de Grote Marktstraat, te verhogen. Het instellen van een Centrumring voor doorgaand verkeer rond het centrum, uitvoering van het plan ‘de Kern Gezond’ (waarin vele straten en pleinen werden verbeterd ten gunste van voetgangers en fietsers en vermindering van bovengrondse parkeerplaatsen werd bereikt) en een tunnel voor de noord-zuid lopende tramlijnen waren enkele van de maatregelen.
Deze tunnel, het Souterrain genaamd, zou het vervolg worden op het in de jaren 1970 gebouwde tramviaduct via het Centraal Station naar het Bezuidenhout en moest ondergronds vanaf de toenmalige Muzenstraat naar de Prinsegracht lopen. Een deel van de Haagse semi-metroplannen uit de jaren 1960 zou daarmee toch worden verwezenlijkt. De bouw, die verre van probleemloos verliep, duurde van eind 1996 tot oktober 2004 en hield tegelijkertijd het bouwen van een bijna 1 kilometer lange parkeergarage in. Vanwege alle problemen tijdens de bouw zijn de kosten ervan opgelopen van €139 miljoen tot €234 miljoen en werd de oplevering met ruim vier jaar vertraagd. Tijdens de bouw en na de voltooiing is de Grote Marktstraat voetgangersgebied geworden en niet meer voor particulier autoverkeer toegankelijk.
Tijdens en na de bouw van de tramtunnel zijn de volgende projecten opgeleverd:
- Het Spuihof van Cees Dam, opgeleverd in 1998[4]
- Grand Marché van Cees Dam, opgeleverd in 2001[5]
- Barbara Plaza opgeleverd in 2002[6] (naast de P&C)
- Spuimarkt, opgeleverd in 2007

De herinrichting van de Grote Marktstraat met twee kleuren baksteen klinkers kwam in 2005 gereed.

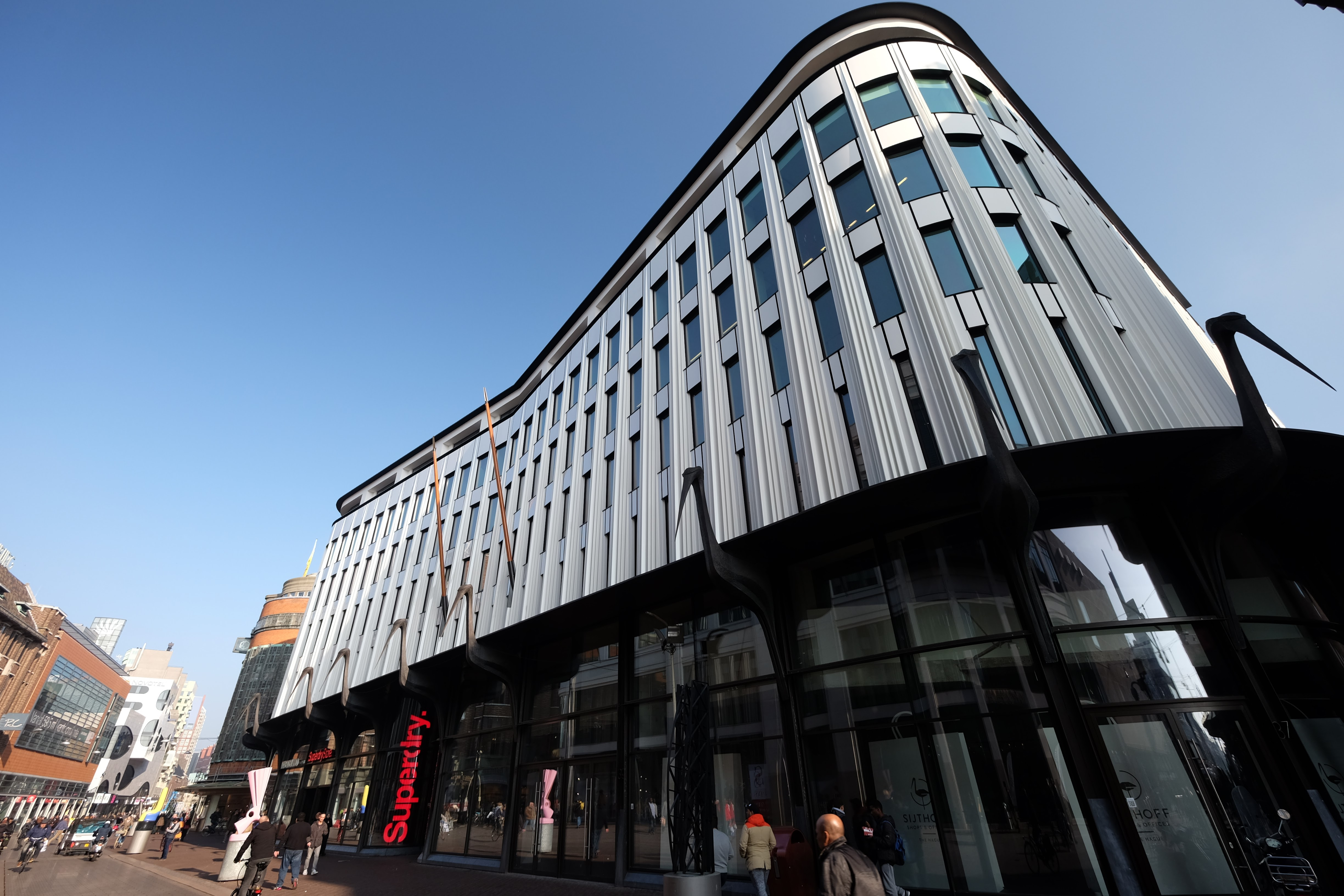
Sythoff City

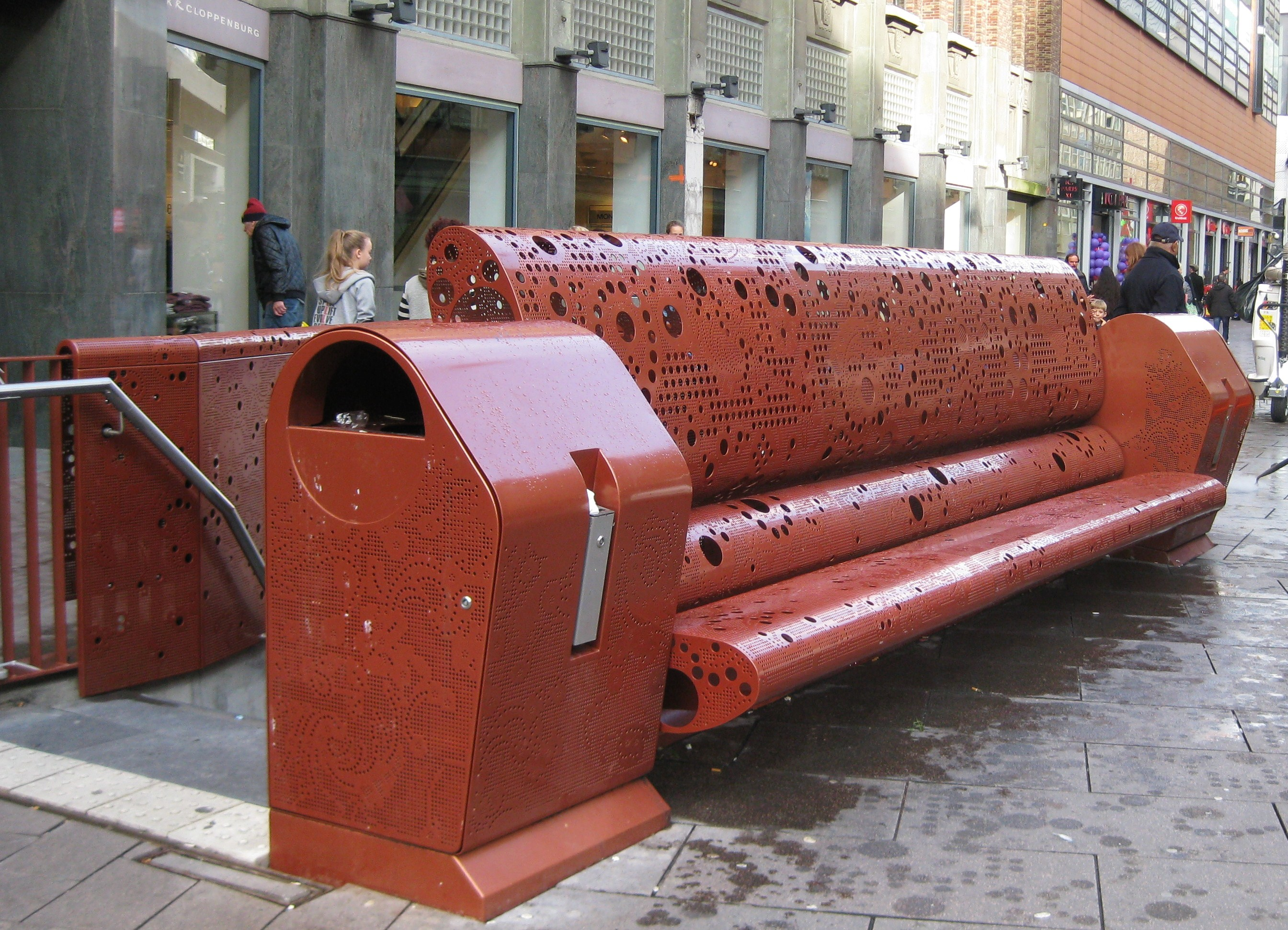
Straatmeubilair

## Opbloei
Omdat in het Verkeerscirculatieplan van de gemeente vastgesteld is dat ook het Spui niet meer gebruikt mag worden voor doorgaand autoverkeer (vanaf 2009) liggen er kansen de entree van de straat vanaf het stadhuis te verfraaien en mee te nemen in deze volgende herinrichting.
Om de concurrentiepositie van Den Haag te verbeteren heeft de gemeente de ambitie om van de Grote Marktstraat een winkelboulevard te maken met internationale allure. Met behulp van ontwikkelaars werden vanaf 2012 tot en met 2015 de volgende projecten gerealiseerd:
- Nieuwe Haagse Passage[8] op de plaats van het Marks & Spencer-gebouw
- De Markies[9] op de plaats van de Reclasseringsgebouw
- Sijthoff[10] op plaats van Haagsche Courant-gebouw
- Amadeus,[11] hoewel dit gebouw op de hoek van het Spui met de Kalvermarkt staat draagt het toch bij aan het verbeteren van de Grote Marktstraat tot winkelboulevard.

In 2014 startte de definitieve herinrichting van de Grote Marktstraat als winkelpromenade. De nieuwe bestrating, verlichting en meubilair is ontworpen door Lana du Croq. De verdiepte aanleg van het fietspad moet voor veiligheid zorgen, omdat hierdoor idereen weet waar het moet stoppen en kijken. Door problemen met het ophangen van de verlichting, was de officiële opening pas eind maart 2016. De opening van een filiaal van Hudson's Bay in september 2017 stond symbool voor de afsluiting van de renovatie van het voormalige V&D pand in de Grote Marktstraat, nadat eerdere delen al door andere ketens in gebruik was genomen. Voor een tweede hotel in deze straat startte in 2018 een verbouwing van Barbara Plaza.

### Verkeersregulering
Op 1 oktober 2018 ging het verbod in voor snorfieters om de straat in te rijden. Het verbod ging mede in omdat een deel van de snorfieters zich niet aan de maximale snelheid van 15 km/u hield. In 2023 startte de gemeente een campagne om fietsers te bewegen paralelle straten te kiezen, maar zonder veel succes. In het najaar werd vervolgens in de raad een voorstel aangenomen om de zogenaamde fietsgoot met kleuren te markeren.